# Сарагоса (аэропорт)
Аэропорт Сарагоса (араг. и исп. Aeropuerto de Zaragoza) (ИАТА: ZAZ, ИКАО:  LEZG) — международный аэропорт Сарагосы. Аэропорт расположен в 16 км от Сарагосы, в 270 км от Барселоны, в 262 км от Мадрида. Помимо гражданской авиации, аэропорт используют испанские ВВС.  
Пассажирооборот аэропорта составил в 2012 году 551 тысячу человек. Аэропорт с городом связывает регулярный автобусный маршрут, поездка на такси к центру Сарагосы стоит около 20 евро. Аэропорт также предлагает услуги проката автомобилей. В марте 2008 года по случаю Экспо-2008 был открыт новый терминал. Современное здание может принять около одного миллиона пассажиров в год. В 2009 году аэропорт обслужил 528313 пассажира.

## История
Открытие аэропорта состоялось в сентябре 1947 года. Во время холодной войны аэропорт использовался ВВС США в качестве авиабазы. Строительство аэропорта началось в 1954 году с расширения и совершенствования существующей испанской базы ВВС. Работы вели военные США. В первую очередь увеличили длину взлётно-посадочной полосы с 3,024 м до 3632 м. До 1958 года строилась вторая взлётно-посадочная полоса длиной 3718 м и шириной 61 м. Аэропорт использовался НАСА на случай непредвиденных обстоятельств для места посадки для Шаттла.

## Авиакомпании
Планируется организация рейсов в Прагу, Тимишоару и Марракеш.

### Пассажирские
| Авиакомпания | Направление                                 |
| ------------ | ------------------------------------------- |
| Air Europa   | Пальма-де-Мальорка                          |
| Ryanair      | Орио-аль-Серио, Брюссель-Шарлеруа, Станстед |
| Vueling      |                                             |
| Volotea      |                                             |
| Wizz Air     | Клуж-Напока, Бухарест                       |

### Грузовые
| Авиакомпания         | Направление                                       |
| -------------------- | ------------------------------------------------- |
| AirBridgeCargo       | Москва (Шереметьево), Красноярск (Емельяново)     |
| Air China Cargo      | Амстердам, Шанхай                                 |
| Cargolux             | Люксембург                                        |
| China Cargo Airlines | Амстердам, Шанхай                                 |
| TNT Airways          | Льеж                                              |
| Qatar Airways Cargo  | Доха, Мехико, Люксембург                          |
| Emirates SkyCargo    | Аккра, Мехико, Дубай Аль-Мактум, Лагос, Амстердам |
| Korean Air Cargo     | Навои, Сеул, Вена                                 |
| Etihad Airways       | Абу-Даби, Амстердам                               |